# 萊弗頓 (密蘇里州)
萊弗頓（英語：Leverton）是位於美國密蘇里州林縣的非建制地區。

## 歷史
萊弗頓的郵局於1883年設立，其後於1901年停運。

## 地理
萊弗頓所處的海拔為高於海平面272米（即892英呎），而該地所採用的時區為UTC-6，即北美中部時區（CST）。同時該地設有夏令時間，為UTC-6調快一小時，即UTC-5（CDT）。